# Мережево-центрична війна
Мереже́во-центри́чна війна́ або мережецентрична війна (англ. Network-centric warfare) — воєнна доктрина (або теорія ведення війни), яка була вперше застосована Міністерством оборони США.
Мережево-центрична війна — війна, орієнтована на досягнення інформаційної переваги за допомогою об'єднання військових об'єктів у інформаційну мережу.
Першою розвиток і впровадження цієї концепції розпочала Армія США. Повноцінно концепцію описано у воєнних доктринах «Joint Vision 2010», «Joint Vision 2020».

## Концепція мережево-центричної війни
Це концепція ведення бойових дій, що передбачає збільшення бойової потужності угруповання об'єднаних сил шляхом утворення інформаційно-комутаційної мережі, що поєднує джерела інформації (розвідки), органи управління та засоби ураження (придушення), що забезпечує доведення до учасників операцій достовірної та повної інформації про обстановку практично в реальному масштабі часу. Внаслідок цього досягається прискорення процесу управління силами та засобами, підвищення темпу операцій, ефективності ураження сил супротивника, живучості своїх військ та рівня самосинхронізації бойових дій. Самі ж «мережево-центричні» сили (у військовому сенсі)— це війська та зброя, здатні реалізувати концепцію мережево-центричної війни.
Вона спрямована на переведення інформаційних переваг, властивих окремим інформаційним технологіям, в конкурентну перевагу шляхом об'єднання в робастну (стійку) мережу інформаційно добре забезпечених, географічно розосереджених сил. Ця мережа, поєднана з відмінними технологіями, організацією, процесів і людей, можливо дозволить нові форми організаційної поведінки.
Перспективним напрямом є концепція інтеграції інформаційної та сенсорної підсистем мережево-центричного ведення бойових дій у єдину інформаційно-сенсорну підсистему з перетворенням інформаційної компоненти на інформаційно-сенсорну решітку.

### Принципи ведення мережево-центричної війни
Теорія мережево-центричної війни містить у своїй гіпотезі три принципи:
1. Сили, об'єднані надійними мережами, мають змогу покращеного обміну інформацією та досягнення інформаційної переваги над ворогом.
2. Обмін інформацією підвищує якість інформації та загальної ситуаційної поінформованості;
3. Загальна ситуаційна обізнаність дозволяє забезпечувати співробітництво і самосинхронізацію, підвищує стійкість і швидкість команди, а це, своєю чергою, різко підвищує ефективність місії.

Мережево-центричні військові дії сумісні з доктриною командування через цільові завдання, яка теоретично надає значну свободу дій бойовим підрозділам та з більш децентралізованими підходами до командування та управління.

### Основні риси мережево-центричної війни
Три найбільш відмінні властивості «мережевої війни» у порівнянні з традиційною війною у нинішньому її розумінні виглядають так:
1. Широка можливість використання географічно розподіленої сили. Раніше через різного роду обмеження було необхідно, щоб підрозділи та елементи тилового забезпечення розташовувались в одному районі у безпосередній близькості до супротивника або до об'єкта, що обороняється. Нова концепція знімає ці обмеження, і це було практично підтверджено.
Так для організації адресного тилового постачання — основи бойового застосування військ у маневреній війні армія США в Іраку використала розподільчу інформаційну систему МТС (Army's Movement Tracing System). В цій системі на основі радіо випромінюючих датчиків, стаціонарних та портативних сканерів, навігаційної супутникової системи GPS, бездротового доступу та тактичного Internet безперервно відстежуються положення всіх наземних рухомих об'єктів (танків, бронетранспортерів, БМП тощо) на всьому іракському театрі воєнних дій, від екіпажів яких органи тилу отримували запити на постачання пального, боєприпасів, запасних частин та інших видів забезпечення. Всього в цій системі було задіяно близько 4000 бортових комп'ютерів та 100 серверів, що працюють під Windows NT. Система МТС обійшлась армії США у 418 млн доларів, отриманих компаніями NSI Global inc. та Comtech Mobile Datacom Corp. за постачання необхідного обладнання протягом трьох років.
2. Друга відмінність мережевої війни полягає в тому, що сили, які беруть у ній участь, високоінтелектуальні. Користуючись знаннями, отриманими від всеохопного спостереження за бойовим простором та розширеного розуміння намірів командування, ці сили будуть спроможні до самосинхронізації діяльності, стануть ефективнішими при автономних діях.
Так, засоби 5-го армійського корпусу, що бере участь в операції «Шок і трепет» — основної ударної сили угруповання в Іраку, вже тоді були здатні самостійно відслідковувати до 1000 наземних цілей супротивника протягом години. Командири ескадрилей палубної авіації могли брати участь у плануванні вильотів своїх екіпажів разом з колегами з армійської авіації, користуючись спільною інформаційною системою, чого, наприклад, не було у 1991 р. Більш того, 80 % бойових вильотів авіації, починаючи з операції в Афганістані, вже проводиться «наосліп», тобто коли в пам'яті бойових комп'ютерів немає цілей й інформація про них потрапляє від наземних частин безпосередньо з передової. Для цього американці розгорнули спеціальну систему бойового планування й управління авіацією на ТВД «TBMCS» (Theater Battle Management Core Systems).
Протягом операції в Іраку у 2003 році вони використовували нову розподілену інформаційну систему бойового керування FBCB2 (Force XXΙ Battle Command Brigade or Below), охоплюючи рівень «бригада-батальйон-рота».
Всі командири бойових підрозділів та передові артилерійські навідники для орієнтування на місцевості й передачі бойових донесень отримали у своє розпорядження штатні кишенькові комп'ютери (500 МГц) 4 Гбайт (Windows 95|NT) з міцним корпусом від фірми Talahassee Teknologies inc.
Надалі передові артилерійські навідники отримали на оснащення цифрові термінали JTAC (Joint Terminal Air Controller, JTAC), що дозволило збільшити точність цілевказування та скоротити час на передачу відповідних даних до кількох секунд.
3. Третя відмінність — наявність ефективних комунікацій між об'єктами в бойовому просторі. Це дає можливість географічно розподіленим об'єктам проводити спільні дії, а також динамічно розподіляти відповідальність та увесь обсяг роботи, щоб пристосуватися до ситуації. Саме тому більш ніж усемеро у порівнянні з 1991 роком збільшилась сумарна смуга пропускання (до 3 ГГц) орендованих Пентагоном каналів супутникового зв'язку для передачі інформації.
Ключовим інструментарієм забезпечення обміну та спільного використання інформації в НАТО є ініціатива зі створення «Федеративної мережі місій» (англ. NATO Federated Mission Networking (FMN)). Міграція FMN на тактичний рівень створить умови для ефективного ведення мережево-центричних операцій.

### Фази ведення бойових дій мережево-центричної війни
Враховуючи особливість «мережевої» війни стосовно будь-якого театру військових дій концепцією передбачається чотири основні фази ведення бойових дій.
1. Досягнення інформаційної переваги за допомогою випереджувального знищення (виводу з ладу, придушення) системи розвідувально-інформаційного забезпечення супротивника (засобів та систем розвідки, мережоутворюючих вузлів, центрів обробки інформації та управління)
2. Завоювання переваги (панування) в повітрі шляхом придушення (знищення) системи ППО супротивника.
3. Поступове знищення залишених без управління та інформації засобів ураження супротивника, насамперед ракетних комплексів, авіації, артилерії, бронетехніки.
4. Остаточне придушення або знищення осередків спротиву ворога.

Успішне здійснення кожної з фаз ґрунтується на значно меншій тривалості ланцюга ураження цілі «виявлення-впізнання-цілевказання-ураження» у порівнянні з супротивником, на точніших та повніших відомостях про угруповання супротивника, що протистоїть. Випереджувальне знищення системи розвідувально-інформаційного забезпечення супротивника дає змогу перервати ворожі ланцюги ураження цілі на їхніх ранніх етапах.
Таким чином, послідовність вогневого ураження під час «мережевих» операцій виглядає у такій послідовності: Датчики (sensors) — органи управління (controls) — підрозділи (units) — окремі об'єкти (objects) — (SCUO). Навіть неспеціалісту очевидно, що всі попередні оперативні концепції, такі як «глибока операція» (СРСР, 1930-ті роки) та «повітряно-наземна операція» (США, середина 1980-х) передбачали інші послідовності.

## Схожі терміни
Мережі розширення спроможностей (англ. Network Enabled Capability) — споріднений термін, який використовується в Об'єднаному Королівстві та інших країнах. В Швеції, однієї з перших країн в Європі, що почала трансформацію (ЗС відповідно до цієї теорії), цей термін вживається як Мережево-основана оборона (англ. Network Based Defence) .
Термін «netcentric warfare» може бути використаний як тотожний з «Network-centric warfare».

### Українською
1. Дж. Арквілла. Нові правила війни. Архів оригіналу за 8 липня 2013.

### Англійською(англ.)
1. IDGA's Network Centric Warfare
2. The OASD-NII Command and Control Research Program (CCRP)
3. NCOW Wiki Network-Centric Operations Warfare Wiki
4. Net-Centric Enterprise Solutions for Interoperability (NESI)
5. Network centric warfare and wireless communications
6. Network centric warfare and wireless communications
7. Network Centric Warfare Solutions — Aeronautics Defense Systems
8. NCW related article on Crosstalk — Defense Software Engineering Journal
9. Army War College article: Principles of Warfare on the Network-Centric Battlefield
10. http://www.globalsecurity.org
11. NCW Topics on Defense Update
12. C4I.org — Computer Security & Intelligence
13. Network Centric Warfare on APA
14. Network-Centric Operations Industry Consortium (NCOIC)
15. Ericsson white paper: C4ISR for Network-Oriented Defense
16. Understanding Network Centric Warfare
17. Launching a new kind of warfare
18. High-Tech Military in Due Course
19. U.S. Air Force prepares to fight in cyberspace
20. Swedish Defence Materiel Administration, includes published technical documentation.
21. THE IMPORTANCE OF NETWORK ENABLED CAPABILITIES FOR 21st CENTURY DEFENCE AND NATIONAL SECURITY Article by Air Marshal Subhash Bhojwani
22. NATO Network Enabled Capabilities (NNEC)
23. NETWORKING IN THE INDIAN SCENARIO
24. Information Warfare